# Tabel cu linia vieții președinților Statelor Unite ale Americii
Acest grafic ilustrează perioada trăită de fiecare persoană care a îndeplinit funcția de Președinte al Statelor Unite ale Americii, de la nașterea lui George Washington și până în prezent.